# Les Graulges
Les Graulges est une ancienne commune française située dans le département de la Dordogne, en région Nouvelle-Aquitaine.
Au 1er janvier 2017, elle fusionne avec huit autres communes pour former la commune nouvelle de Mareuil en Périgord.

## Géographie

### Localisation et accès
Au nord-ouest du département de la Dordogne, la commune déléguée des Graulges forme la partie la plus occidentale de la commune nouvelle de Mareuil en Périgord. Limitrophe du département de la Charente, elle est située sur la rive droite de la Nizonne.
Le bourg est situé au carrefour de la route départementale (RD) 87, qui va à l'ouest à Combiers en Charente et à l'est à Beaussac, et de la RD 99 qui mène au nord vers Charras en Charente et au sud à Mareuil.

### Relief et hydrographie
Le bourg est implanté à 145 m d'altitude, sur une hauteur dominant la vallée de la Nizonne qui fait la limite sud de la commune.

### Végétation
La commune, très boisée, est couverte par l'extrémité sud de la forêt d'Horte.

### Communes limitrophes

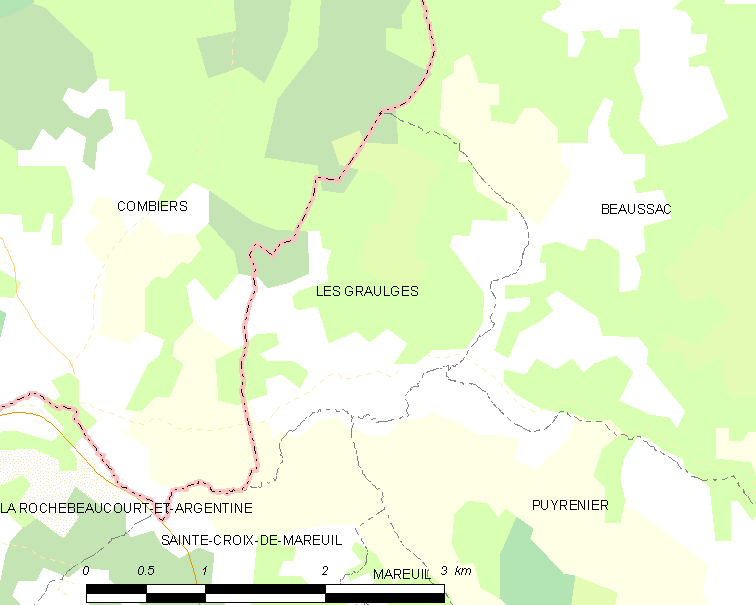
Carte des Graulges et des communes avoisinantes en 2016, avant la création de la commune nouvelle de Mareuil en Périgord.

En 2016, année précédant la création de la commune nouvelle de Mareuil en Périgord, Les Graulges était limitrophe de quatre autres communes, dont une dans le département de la Charente.
|                     |                         |           |
| Combiers (Charente) | des Graulges            | Beaussac  |
|                     | Sainte-Croix-de-Mareuil | Puyrenier |

### Milieux naturels et biodiversité

#### ZNIEFF

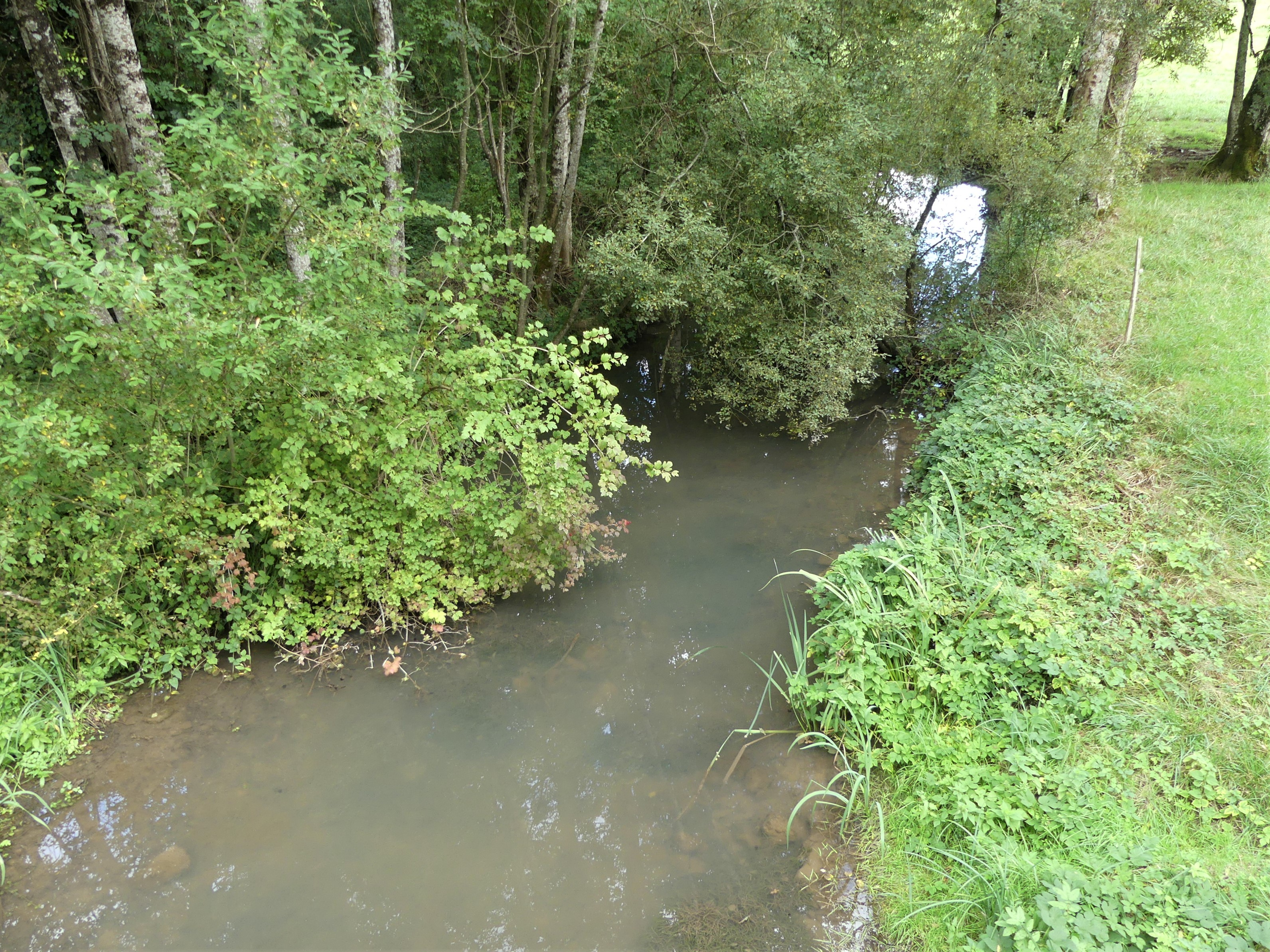
La Nizonne au pont de la RD 99, en limite de Sainte-Croix-de-Mareuil (vue vers l'amont).

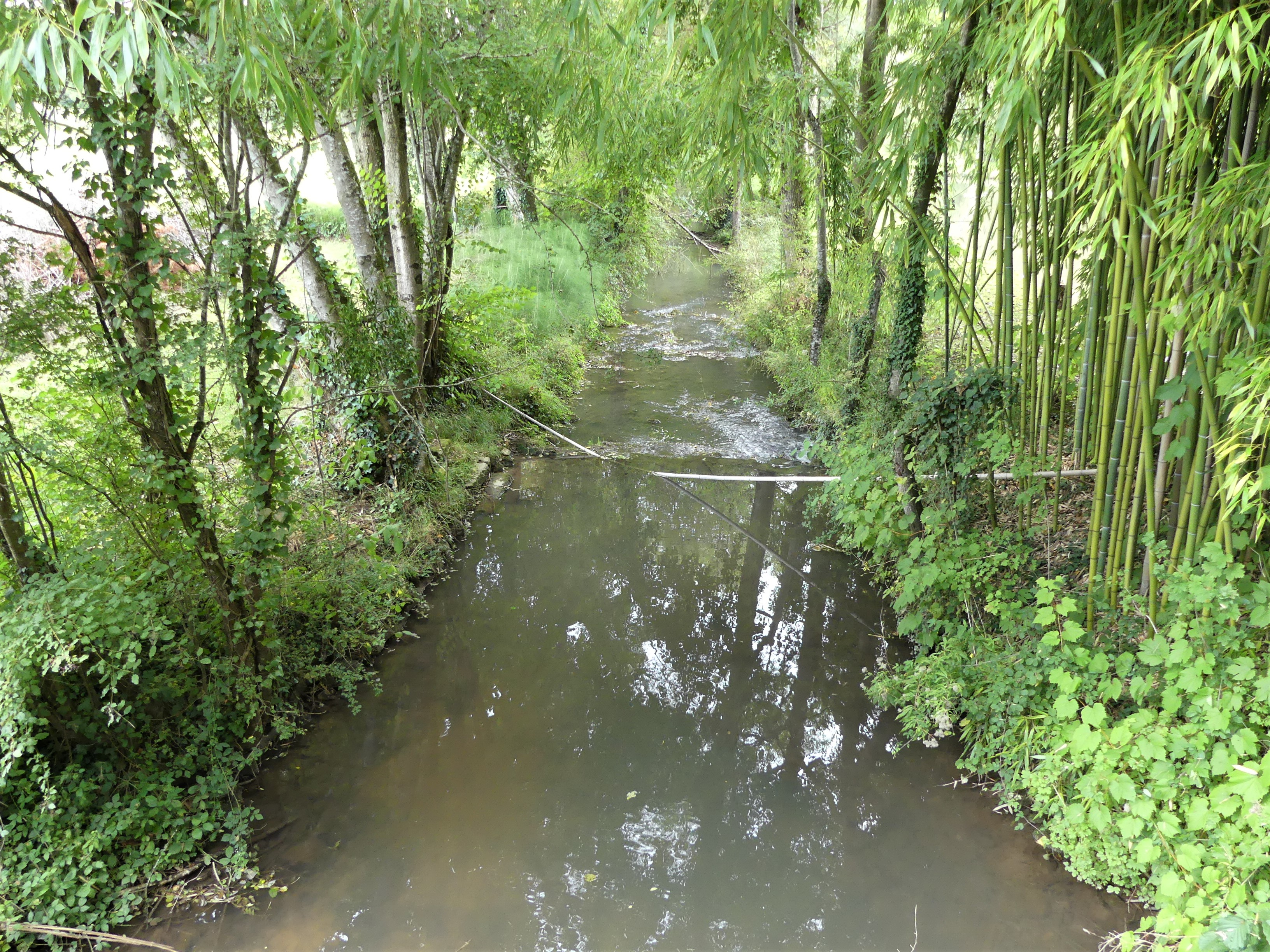
La Nizonne au pont de la RD 99, en limite de Sainte-Croix-de-Mareuil (vue vers l'aval).

Les vallées de la Nizonne et de son affluent, le ruisseau de Bretanges, sont protégées dans leur traversée de la commune au titre de la zone naturelle d'intérêt écologique, faunistique et floristique (ZNIEFF) de type II « Vallée de la Nizonne »,.
Sa faune est constituée d'environ 250 espèces dont trente sont considérées comme déterminantes :
- vingt mammifères, dont la Loutre d'Europe (Lutra lutra), le Vison d'Europe (Mustela lutreola) et dix-huit espèces de chauves-souris : la Barbastelle d'Europe (Barbastella barbastellus), le Grand murin (Myotis myotis), le Grand rhinolophe (Rhinolophus ferrumequinum), le Minioptère de Schreibers (Miniopterus schreibersii), le Murin à moustaches (Myotis mystacinus), le Murin à oreilles échancrées (Myotis emarginatus), le Murin de Bechstein (Myotis bechsteinii), le Murin de Daubenton (Myotis daubentonii), le Murin de Natterer (Myotis nattereri), la Noctule commune (Nyctalus noctula), la Noctule de Leisler (Nyctalus leisleri), l'Oreillard gris (Plecotus austriacus), l'Oreillard roux (Plecotus auritus), le Petit murin (Myotis blythii), le Petit rhinolophe (Rhinolophus hipposideros), la Pipistrelle de Kuhl (Pipistrellus kuhlii), la Pipistrelle de Nathusius (Pipistrellus nathusii) et la Sérotine commune (Eptesicus serotinus) ;
- sept insectes dont quatre papillons : l'Azuré de la croisette (Phengaris rebeli), l'Azuré de la sanguisorbe (Phengaris teleius), le Cuivré des marais (Lycaena dispar), le Fadet des laîches (Coenonympha oedippus), et trois libellules : l'Agrion de Mercure (Coenagrion mercuriale), la Cordulie à corps fin (Oxygastra curtisii) et le Gomphe de Graslin (Gomphus graslinii) ;
- deux amphibiens, la Rainette verte (Hyla arborea) et le Triton marbré (Triturus marmoratus) ;
- un reptile : la Cistude d'Europe (Emys orbicularis).

Sa flore est également constituée de plus de deux cents espèces de plantes, dont neuf sont considérées comme déterminantes : la Fritillaire pintade (Fritillaria meleagris), la Gentiane des marais (Gentiana pneumonanthe), l'Hélianthème blanc (Helianthemum canum), l'Orchis à fleurs lâches (Anacamptis laxiflora), l'Orpin de Nice (Sedum sediforme), le Pigamon jaune (Thalictrum flavum), la Sabline des chaumes (Arenaria controversa), le Scirpe des bois (Scirpus sylvaticus) et l'Utriculaire citrine (Utricularia australis).
Une mince bande d'environ 16 hectares, le long de la Nizonne, fait partie d'une ZNIEFF de type I « Marais alcalins de la vallée de la Nizonne », dans laquelle ont été recensées douze espèces déterminantes d'animaux : l'Agrion de Mercure (Coenagrion mercuriale), l'Azuré de la croisette (Phengaris rebeli), l'Azuré de la sanguisorbe (Phengaris teleius), la Cistude (Emys orbicularis), la Cordulie à corps fin (Oxygastra curtisii), le Cuivré des marais (Lycaena dispar), le Fadet des laîches (Coenonympha oedippus), le Gomphe de Graslin (Gomphus graslinii), la Loutre d'Europe (Lutra lutra), la Rainette verte (Hyla arborea), le Triton marbré (Triturus marmoratus) et le Vison d'Europe (Mustela lutreola), ainsi que cinq espèces déterminantes de plantes : la Fritillaire pintade (Fritillaria meleagris), la Gentiane des marais (Gentiana pneumonanthe), le Pigamon jaune (Thalictrum flavum), la Sagittaire à feuilles en flèche (Sagittaria sagittifolia) et l'Utriculaire citrine (Utricularia australis). Par ailleurs, 160 autres espèces animales et 156 autres espèces végétales y ont été répertoriées.

#### Natura 2000
La vallée de la Nizonne est aussi une zone Natura 2000 avec vingt espèces animales inscrites à l'annexe II de la directive habitats de l'Union européenne, :
- dix espèces de mammifères dont huit chauves-souris (Barbastelle d'Europe, Grand murin, Grand rhinolophe, Minioptère de Schreibers, Murin à oreilles échancrées, Murin de Bechstein, Petit murin et Petit rhinolophe), ainsi que la Loutre d'Europe et le Vison d'Europe (Mustela lutreola) ;
- parmi les insectes, le Damier de la succise (Euphydryas aurinia), plus six espèces déjà protégées dans la ZNIEFF du même nom, hormis l'Azuré de la croisette ;
- la tortue Cistude d'Europe ;
- le Chabot fluviatile (Cottus perifretum) et la Lamproie de Planer (Lampetra planeri).

## Urbanisme

### Villages, hameaux et lieux-dits
Outre le bourg des Graulges proprement dit, le territoire se compose de quelques rares hameaux ou lieux-dits : les Brandes, Côte de la Bure, la Croix Meunière, le Maine Lacan, Malut, et Puy Panazol.

## Toponymie
En occitan, la commune porte le nom de Los Grauges.

## Histoire
Les Graulges étaient un fief de la famille de Maillard[réf. nécessaire].
Au 1er janvier 2017, Les Graulges fusionne avec huit autres communes pour former la commune nouvelle de Mareuil en Périgord dont la création a été entérinée par l'arrêté du 26 septembre 2016, entraînant la transformation des neuf anciennes communes en « communes déléguées ».

## Politique et administration

### Rattachements administratifs et électoraux
Dès 1790, la commune des Graulges (appelée « Les Granges » dans un premier temps) est rattachée au canton de Larochebeaucourt qui dépend du district de Nontron jusqu'en 1795, date de suppression des districts. Lorsque ce canton est supprimé par la loi du 8 pluviôse an IX (28 janvier 1801) portant sur la « réduction du nombre de justices de paix », la commune est rattachée au canton de Mareuil dépendant de l'arrondissement de Nontron.
Dans le cadre de la réforme de 2014 définie par le décret du 21 février 2014, ce canton disparaît aux élections départementales de mars 2015. La commune est alors rattachée au canton de Brantôme, renommé canton de Brantôme en Périgord en 2020.

### Intercommunalité
Fin 1995, la commune des Graulges intègre dès sa création la communauté de communes du Pays de Mareuil-en-Périgord. Celle-ci est dissoute au 31 décembre 2013 et remplacée au 1er janvier 2014 par la communauté de communes Dronne et Belle.

### Administration municipale
La population de la commune étant  inférieure à 100 habitants au recensement de 2011, sept conseillers municipaux ont été élus en 2014,. Seuls trois d'entre eux siégeront au conseil municipal de la commune nouvelle de Mareuil en Périgord, jusqu'au renouvellement des conseils municipaux français de 2020.

### Liste des maires puis des maires délégués

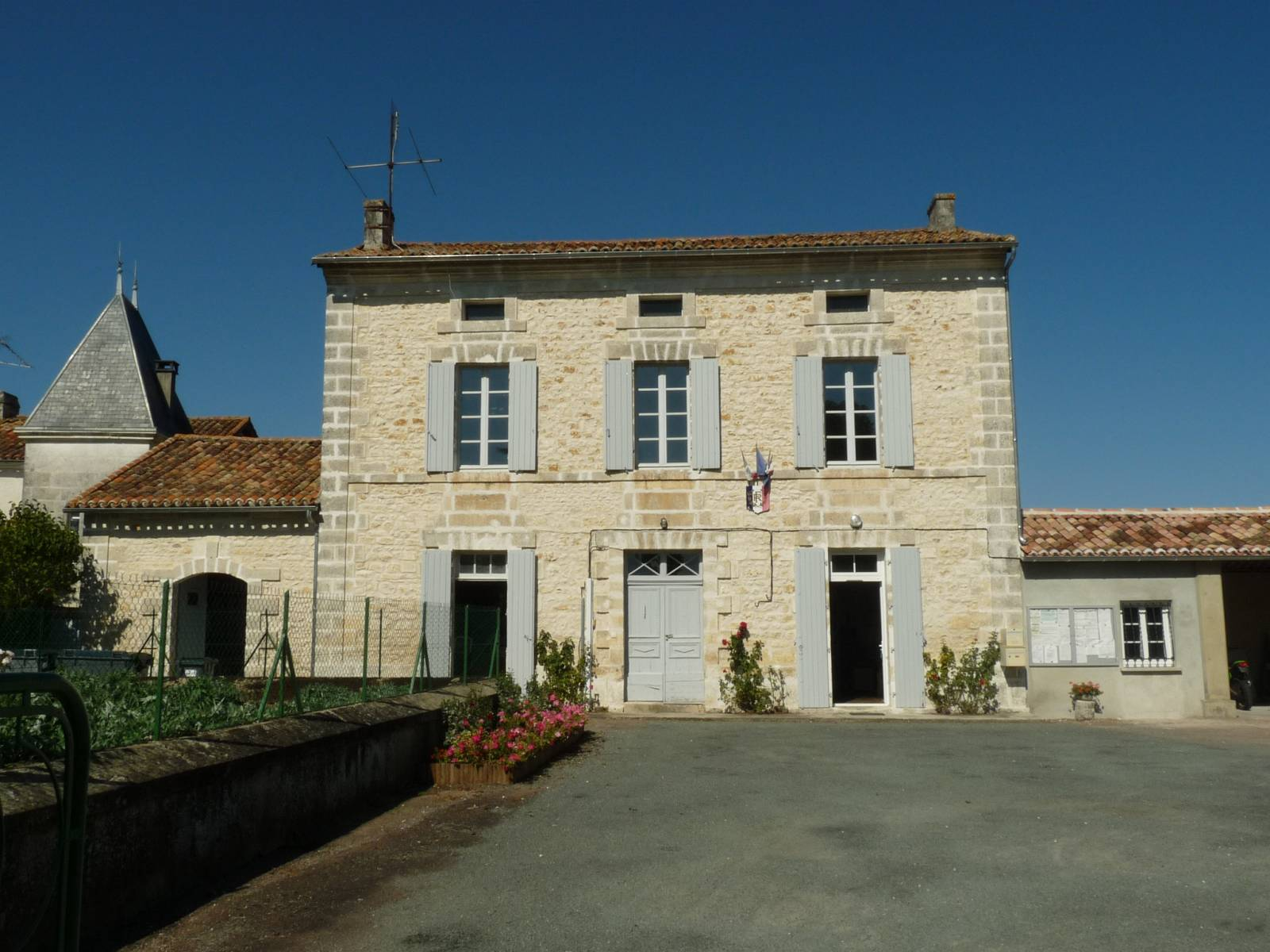
La mairie des Graulges.

| Période                                  | Période       | Identité            | Étiquette | Qualité                      |
| ---------------------------------------- | ------------- | ------------------- | --------- | ---------------------------- |
| Les données manquantes sont à compléter. |               |                     |           |                              |
|                                          |               |                     |           |                              |
| 1995                                     | mars 2008     | Max Guinet          |           | Retraité de l'Armée de l'air |
| mars 2008                                | décembre 2016 | Jean-Marie Marchand | SE        | Imprimeur                    |

| Période                          | Période  | Identité            | Étiquette | Qualité |
| -------------------------------- | -------- | ------------------- | --------- | ------- |
| janvier 2017 (réélu en mai 2020) | En cours | Jean-Marie Marchand |           |         |

## Démographie
Les habitants des Graulges se nomment les Graulgiens.
En 2016, dernière année en tant que commune indépendante, Les Graulges comptait 61 habitants. À partir du XXIe siècle, les recensements des communes de moins de 10 000 habitants ont lieu tous les cinq ans (2006, 2011, 2016 pour Les Graulges). Depuis 2006, les autres dates correspondent à des estimations légales.
Au 1er janvier 2022, la commune déléguée des Graulges compte 78 habitants.
| 1793 | 1800 | 1806 | 1821 | 1831 | 1836 | 1841 | 1846 | 1851 |
| ---- | ---- | ---- | ---- | ---- | ---- | ---- | ---- | ---- |
| 199  | 198  | 256  | 267  | 305  | 311  | 316  | 334  | 318  |

| 1856 | 1861 | 1866 | 1872 | 1876 | 1881 | 1886 | 1891 | 1896 |
| ---- | ---- | ---- | ---- | ---- | ---- | ---- | ---- | ---- |
| 340  | 310  | 225  | 230  | 223  | 201  | 225  | 209  | 186  |

| 1901 | 1906 | 1911 | 1921 | 1926 | 1931 | 1936 | 1946 | 1954 |
| ---- | ---- | ---- | ---- | ---- | ---- | ---- | ---- | ---- |
| 166  | 140  | 149  | 127  | 124  | 120  | 117  | 117  | 121  |

| 1962 | 1968 | 1975 | 1982 | 1990 | 1999 | 2006 | 2011 | 2016 |
| ---- | ---- | ---- | ---- | ---- | ---- | ---- | ---- | ---- |
| 100  | 96   | 93   | 84   | 66   | 61   | 77   | 61   | 61   |

## Économie
Les données économiques des Graulges sont incluses dans celles de la commune nouvelle de Mareuil en Périgord.

## Culture locale et patrimoine

### Lieux et monuments
- L'église Saint-André date des XIIe et XIIIe siècles. Elle est classée au titre des monuments historiques depuis 1936[20].

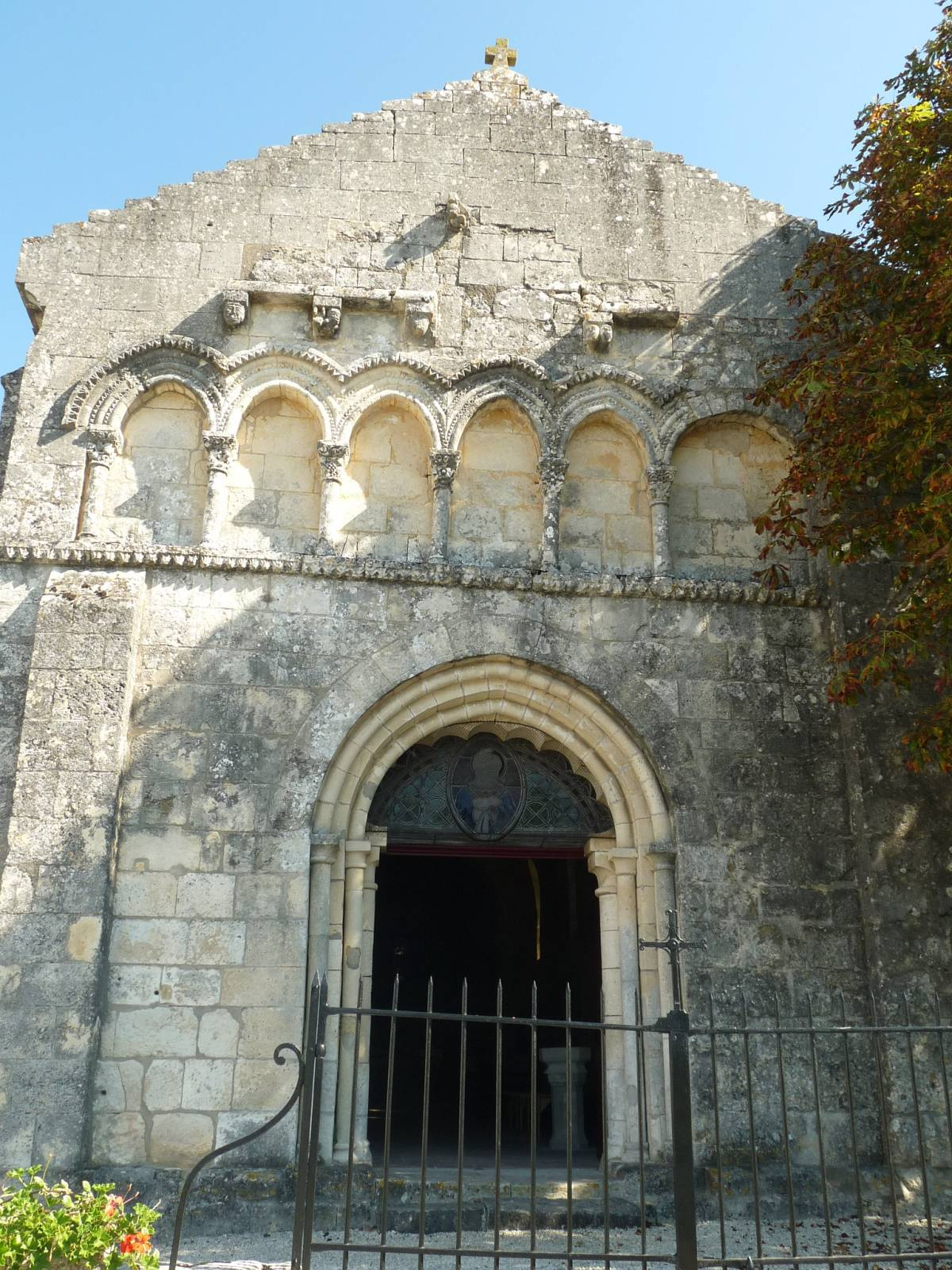
La façade.
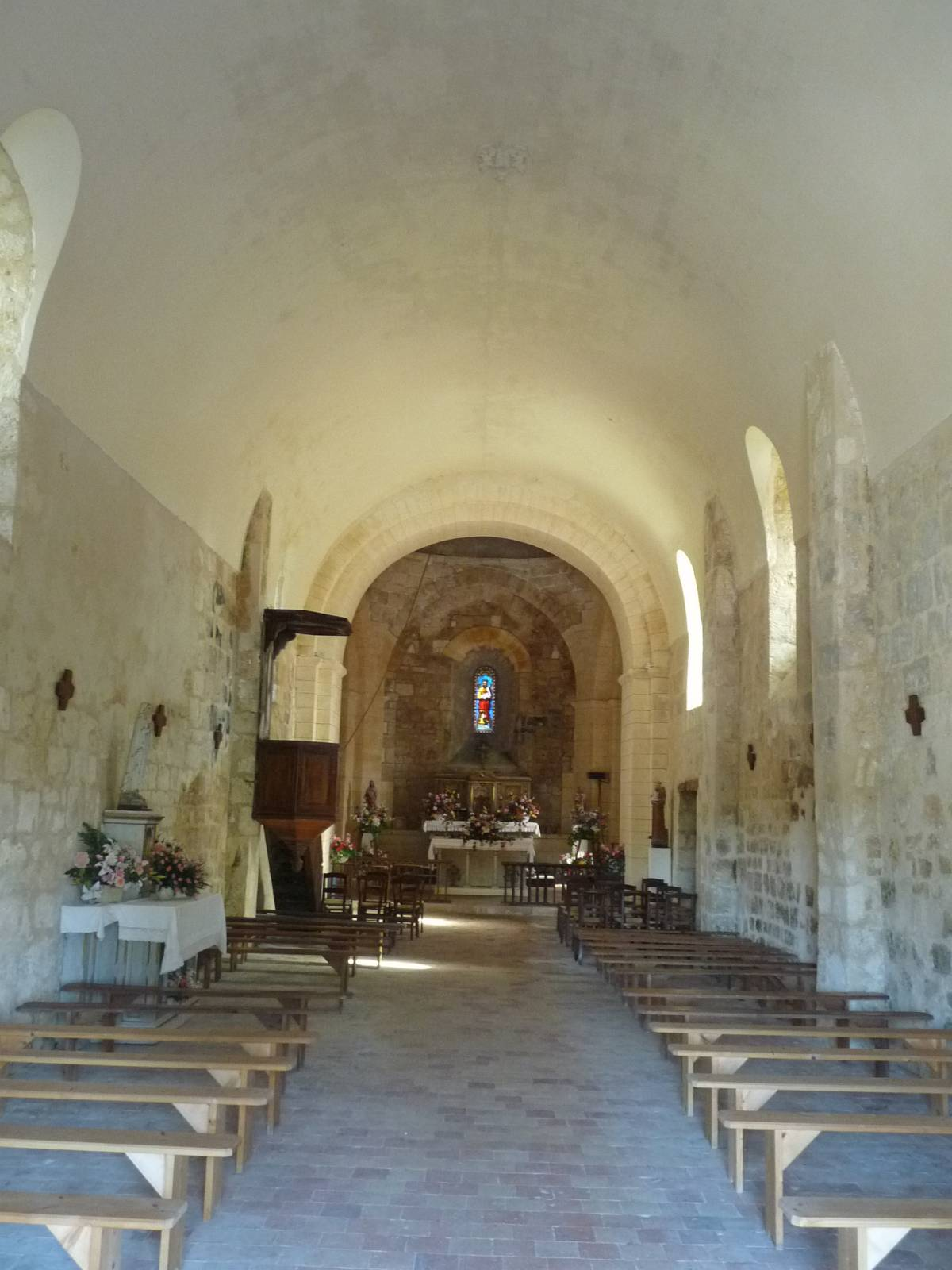
L'intérieur.